# Batalla de Mammes
La batalla de Mammes va ser un enfrontament entre tropes de l'Imperi Romà d'Orient, dirigides per Salomó, i un exèrcit amazic, dirigit per Cutzines, Esdilases, Medisinises i Jurfutes, l'any 534, durant la primera fase de les guerres romano-amazigues, del 534-535. Els amazics van utilitzar una tàctica que havia funcionat bé contra els vàndals. Van fer un cercle de camells que va espantar els cavalls romans fins a tal punt que el tir amb arc a cavall es va tornar impracticable. Els amazics també van amagar part de la seva pròpia cavalleria en algunes muntanyes properes. Salomó es va anticipar a la trampa i va enviar homes al costat del cercle que no mirava a les muntanyes. A causa de la formació d'enemics aquests no van poder fer gaire mal i quan els amazics van carregar, els combats es van girar contra ells. Aleshores, Salomó va decidir atacar l'altre flanc del cercle, creient que es debilitaria fins a tal punt que la cavalleria oculta no podria entrar en acció a temps. La predicció de Salomó es va complir, i els romans van trencar ràpidament el cercle. Van matar centenars de camells, van esclavitzar les dones i els nens i, segons Procopi, van matar 10.000 homes. La situació encara no es va estabilitzar i els amazics van tornar a ser derrotats decisivament al mont Burgaó.